# Fairbanks

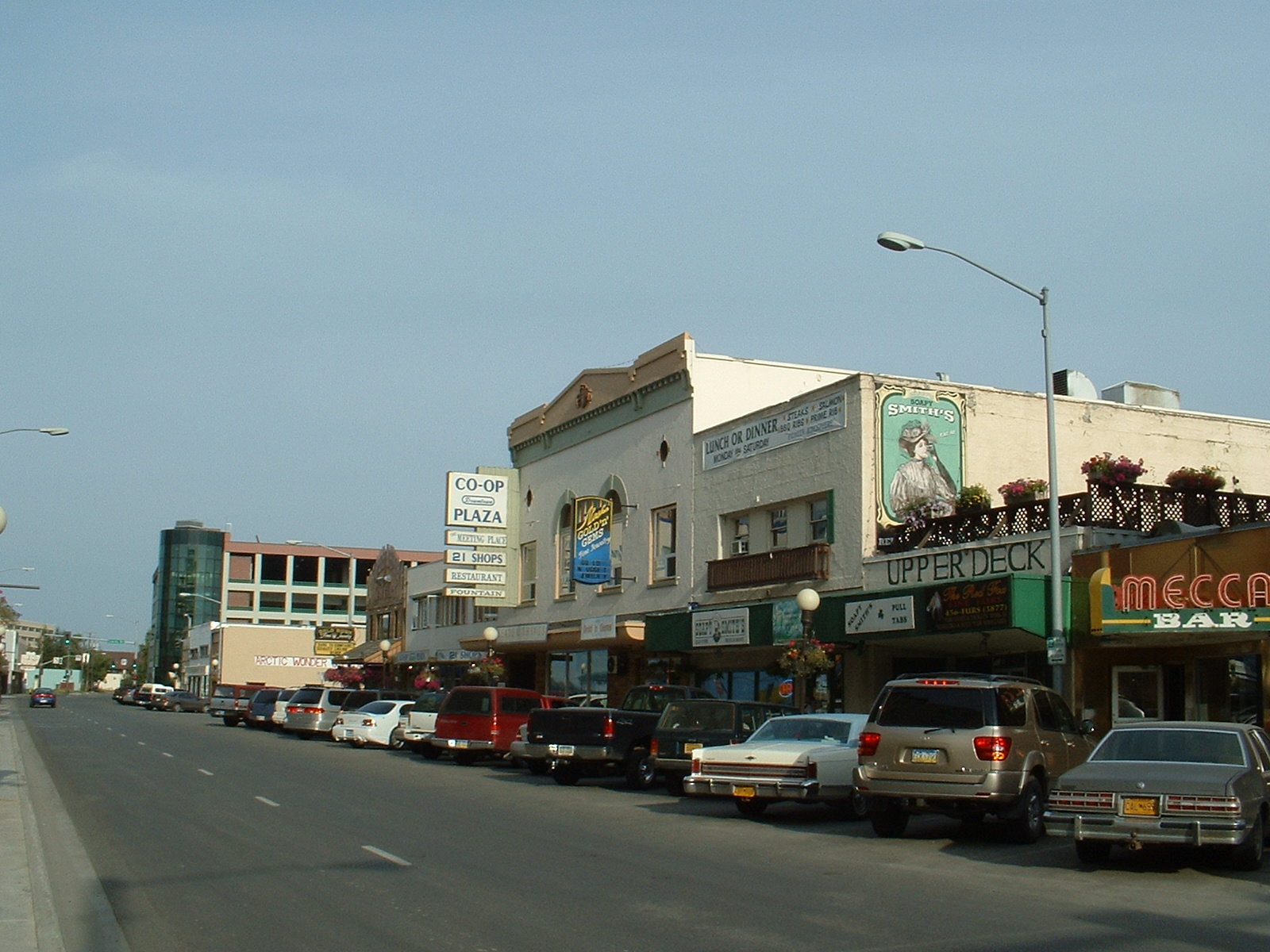
Fairbanks

Fairbanks je město na Aljašce, USA. Je to největší město v aljašském vnitrozemí a druhé největší v celém státě. Podle sčítání lidu z roku 2005 bydlí ve městě 31 324 a v jeho okolí 82 840. Fairbanks je sídlo Aljašské univerzity Fairbanks, nejstarší vysoké školy na Aljašce.

## Historie
Tisíce let před založením Fairbanksu žili, rybařili a lovili Athabaskové na březích řeky Tanany, která také sloužila jako obchodní cesta mezi Athabasky a Inuity.
Na začátku 20. století se zlatokopové z Klondiku rozptýlili po celé Aljašce, aby hledali zlato. V srpnu 1901 obchodník E. T. Barnette pronajal říční člun Lavelle Young na přepravu velkého nákladu zboží k nalezištím zlata u Tanacross. Byl přinucen vylodit se blízko dnešní First Avenue na řece Chena, protože proti jejímu proudu byla příliš mělká a řeka Tanana byla nesjízdná. V tomto místě založil Barnette obchodní stanici Barnette's Cache. Dva zlatokopové hledající zlato v kopcích severně od Barnettovy obchodní stanice zahlédli kouř z parníku a sešli dolů, aby to prozkoumali. Byli bez zásob a mysleli si, že by mohli dostat nějaké z parníku. Tito zlatokopové se jmenovali Felix Pedro (Felice Pedroni), italský přistěhovalec, a Tom Gilmore. Po necelém roce, v červenci 1902, objevil Felix Pedro zlato 25 km (16 mil) severně od stanice. To nastartovalo zlatou horečku. Obchodníci s oblečením okamžitě začali prodávat svoje zboží přicházejícím prospektorům. Spousty zlatokopů se vydaly k nalezištím zlata přes přístaviště parníků na řece Chena, a tím město postupně rostlo. Barnette byl původně nešťastný, že se nachází tak daleko od zlata, nicméně zůstal trčet na místě, když Pedro a další prospektoři odešli do tábora, aby obchodovali. Během několika let se Fairbanks stal největším městem Aljašky (nyní je ale mnohem větší Anchorage). V roce 1903 oblastní soudce James Wickersham přesunul svůj úřad třetího soudního obvodu z Eaglu do Fairbanksu. V listopadu toho roku byl Fairbanks sloučen jako město a pojmenováno po oblíbeném senátorovi z Indiany, Charlesu W. Fairbanksovi, který se brzy stal viceprezidentem USA za Teddyho Roosevelta v letech 1905–1909. Po vybudování soudního dvora, vládního úřadu, vězení, pošty a Severní obchodní společnosti byl E. T. Barnette zvolen starostou a přistoupil k vytvoření prvotřídního města vybaveného telefonními službami, ochranou před ohněm, zdravotnickými ordinacemi, elektrickým osvětlením a parním vytápěním. Barnette rovněž založil Washington-Alaska Bank. V roce 1910 stoupl oficiální počet obyvatel na 3 541, i když vice než 6 000 horníků žilo a pracovalo na svých úsecích kolem potoků na severu.
Vybudování Richardson Highway v roce 1911, Aljašské železnice v roce 1923 a provoz říčních lodí na řece Tanana upevnilo pozici Fairbanksu jako obchodního centra vnitrozemí Aljašky. V roce 1917 byla otevřena The Alaska Agricultural College and School of Mines (zemědělská vysoká škola a hornická škola) v College blízko Fairbanksu. Škola se rychle rozrůstala a v roce 1935 se stala Aljašskou univerzitou. Systém Aljašské univerzity se od té doby značně rozrostl a zahrnuje jiné kampusy a původní kampus se teď nazývá Aljašská univerzita Fairbanks.
Během druhé světové války (1938) byly v oblasti Fairbanksu vybudovány dvě vojenské základny, Ladd Field a Eielson Air Force Base, na podporu letadel a zásoby pro SSSR a jimi kontrolované území na Dálném východě díky Zákonu o půjčce a pronájmu. Během Studené války se Ladd Field stalo základnou U.S. Army, Fort Wainwritght. Tyto základny umožnily vytvoření nových pracovních míst v oblasti a přivedly vojáky, z kterých se po skončení vojenské služby stali místní obyvatelé. Vybudování Aljašské dálnice ve 40. letech se spojovalo s vyvoláním ekonomického růstu a rozvoje. Mnoho dělníků, mezi kterými byl i Paul E. Barker, bydlelo v hotelu Fairbanks, který byl v roce 2005 zbourán.
Už od svého založení byl Fairbanks obchodní centrum vnitrozemí Aljašky. Dnes je křižovatkou Richardson Highway, Aljašské dálnice, Steese Highway, Elliott Highway a George Parks Highway, která byla dokončena v roce 1975. Tyto silnice ji propojují s Anchorage, Kanadou a 48 spojenými státy USA. Dalton Highway (otevřena 1974) spojuje Fairbanks s průmyslovým zásobovacím centrem Deadhorse v Prudhoe Bay u Severního ledového oceánu. V oblasti Fairbanksu je mezinárodní letiště, dvě vojenská a mnoho soukromých přistávacích drah. Zboží je do a z Fairbanksu přepravováno pomocí nákladních aut, letadel a železnice. Fairbanks byl uprostřed stavby Transaljašského ropovodu v letech 1975–1977 a město se stalo dějištěm živých skupin a rozvoje výstavby, když se lidé hrnuli za „novou zlatou horečkou“.
Pioneer Park, původně postaven pro sté výročí nákupu Aljašky v roce 1967, sestává z muzea, parníku Nenana a spousty dalších starých budov přesunutých do parku z okolí Fairbanksu. Palácové divadlo a Saloon v parku předvádí historický vývoj hudby v oblasti. Pioneer Park byl dříve znám jako „Alaskaland“ a mnoho obyvatel ho stále tak nazývá.

## Lokace a podnebí

### Lokace
Fairbanks se nachází na 64.84° s.š. a 147.72° z.d. v srdci aljašského vnitrozemí na obou březích řeky Chena, blízko jejího soutoku s řekou Tanana, v údolí Tanana. Letecky trvá cesta z Anchorage 45 minut, ze Seattlu je doba letu 3 hodiny. Fairbanks leží na 358. míli z Anchorage.
Podle Amerického statistického úřadu je celková rozloha města 84,6 km2 (32,7 mil2), z čehož 2,1 km2 (2,48%) připadá na vodní plochu.

### Podnebí
Vnitrozemí, kde se nachází jak Fairbanks, tak Denali National Park, je jedna z nejdrsnějších oblastí na světě s velkými rozdíly teploty, bouřky s krupobitím a blesky a sněžením v létě. Zimy jsou velmi dlouhé, trvají od konce září až do poloviny dubna. Jsou velmi studené a suché, s teplotami klesajícími až k -50 °C. Někdy se teplota pohybuje pod -20 °C po celé měsíce. Vůbec nejnižší teplota ve Fairbanksu byla -54,4 °C, naměřena 14. ledna 1934. Průměrná denní maxima v lednu jsou -18,8 °C a minima -18,8 °C. Za jednu zimu průměrně nasněží 1,72 metru. Během zimních měsíců, když teplota klesne pod -30 °C, se může objevit ledová mlha. Léta jsou poměrně teplá s nejvyššími teplotami dosahujícími 30 °C. Průměrná červencová maxima jsou 22,2 °C a minima 11,6 °C. Absolutně nejvyšší teplota (37,2 °C) byla zaznamenána 28. července 1919. V létě se mohou objevovat bouřky s krupobitím a blesky. Srpen a září bývají deštivé a koncem září padá obvykle první sníh. Za rok spadne průměrně 263 mm srážek. Fairbanks je známý pro své dlouhé letní dny. 21. června je slunce na obloze 21 hodin a 49 minut, přičemž se vůbec nestmívá. Ale zase 21. prosince mezi východem a západem slunce jsou pouhé 3 hodiny a 42 minut.
NWS Fairbanks
| Měsíc          | leden | únor  | březen | duben | květen | červen | červenec | srpen | září | říjen | listopad | prosinec | rok  |
| -------------- | ----- | ----- | ------ | ----- | ------ | ------ | -------- | ----- | ---- | ----- | -------- | -------- | ---- |
| Prům. max (°C) | -19   | -14   | -4     | 5     | 15     | 21     | 22       | 19    | 13   | 0     | -12      | -17      | 2    |
| Prům. min (°C) | -28   | -26   | -19    | -7    | 3      | 10     | 12       | 8     | 2    | -8    | -21      | -26      | -8   |
| srážky (mm)    | 11,9  | 10,2  | 9,4    | 8,1   | 15,5   | 34,8   | 47,5     | 49,8  | 24,1 | 22,9  | 20,3     | 21,6     | 276  |
| Sníh (mm)      | 269,2 | 180,3 | 132,1  | 61,0  | 15,2   | 0,0    | 0,0      | 0,0   | 55,9 | 304,9 | 350,5    | 342,9    | 1712 |

## Školství
V roce 1922 byly založeny zemědělská škola a vysoká škola báňská, jejichž sloučením roku 1935 vznikla první univerzita na Aljašce, fungující dosud. V současnosti provozuje také botanickou zahradu.

## Zajímavosti
- Creamer's Field Migratory Waterfowl Refuge
- Georgesonova botanická zahrada
- Pioneer Park